# Правительство Касьянова
В статье даются сведения о составе Правительства Российской Федерации под председательством М. М. Касьянова, действовавшего в период с 17 мая 2000 года по 24 февраля 2004 года, в первый президентский срок Владимира Путина.
По мнению Пола Хлебникова, правительство Касьянова — одно из самых сильных в истории современного государства.
Структура Правительства утверждена Указом Президента Российской Федерации от 17.05.2000 № 867 «О структуре федеральных органов исполнительной власти».
Список министерств, действовавших в 2000—2004 годах, см. в статье Структура федеральных органов исполнительной власти (2000—2008).

## Назначение Михаила Касьянова
| Фракция                           | Депутаты | За  | Против | Воздержались | Не голосовали | Вакантные места |
| --------------------------------- | -------- | --- | ------ | ------------ | ------------- | --------------- |
| КПРФ                              | 88       | 28  | 36     | 7            | 17            |                 |
| «Единство»                        | 80       | 80  | 0      | 0            | 4             |                 |
| «Народный депутат»                | 62       | 61  | 0      | 0            | 1             |                 |
| ОВР                               | 47       | 42  | 0      | 0            | 5             |                 |
| «Регионы России»                  | 43       | 38  | 1      | 0            | 4             |                 |
| АДГ                               | 42       | 19  | 9      | 4            | 10            |                 |
| «Союз правых сил»                 | 32       | 27  | 1      | 0            | 4             |                 |
| «Яблоко»                          | 20       | 4   | 8      | 4            | 4             |                 |
| ЛДПР                              | 16       | 16  | 0      | 0            | 0             |                 |
| Независимые депутаты              | 12       | 10  | 0      | 0            | 2             |                 |
| Общий результат                   | 446      | 325 | 55     | 15           | 51            | 4               |
| Справка о результатах голосования |          |     |        |              |               |                 |

Кандидатуру Касьянова поддержали внефракционные депутаты Березовский и Абрамович, Николай Рыжков и Невзоров, «яблочники» Емельянов, Мизулина, Травкин и Шелищ, голосовал «против» правозащитник Сергей Ковалёв из фракции «Союза правых сил», воздержавшиеся из «Яблока» — депутаты Митрохин, Попов, Шишлов и Ярыгина.

## Новые Министерства
Курсивом выделены ведомства, подвергшиеся реорганизации (преобразованию, объединению, разделению) или упразднению в течение периода деятельности данного состава Правительства.
- Министерство по делам федерации, национальной и миграционной политики Российской Федерации (преобразовано из Министерства по делам федерации и национальностей Российской Федерации в результате его реорганизации c передачей части функций Министерства Российской Федерации по делам СНГ; упразднено Указом Президента РФ от 16.10.2001 № 1230 с распределением функций между Министерством внутренних дел РФ, Министерством иностранных дел РФ и Министерством экономического развития и торговли РФ)
- Министерство имущественных отношений Российской Федерации (преобразовано из Министерства государственного имущества Российской Федерации)
- Министерство промышленности, науки и технологий Российской Федерации (образовано при реорганизации Министерства науки и технологий Российской Федерации с передачей части функций преобразуемых Министерства торговли Российской Федерации и Министерства экономики Российской Федерации)
- Министерство сельского хозяйства Российской Федерации (преобразовано из Министерства сельского хозяйства и продовольствия Российской Федерации)
- Министерство экономического развития и торговли Российской Федерации (образовано путём объединения Министерства экономики Российской Федерации с Министерством торговли Российской Федерации и передачи ему части функций упраздняемого Министерства Российской Федерации по делам СНГ)
- Министерство энергетики Российской Федерации (преобразовано из Министерства топлива и энергетики Российской Федерации)
- Министерство Российской Федерации по физической культуре, спорту и туризму преобразовано в Государственный комитет РФ по физической культуре, спорту и туризму

## Члены Правительства
Наименования должностей членов Правительства приводятся так, как они официально именовались.
| Должность | Министр                                                       | Партия | Партия                       |
| --- | ------------------------------------------------------------- | ------ | ---------------------------- |
| Председатель Правительства Российской Федерации                                                                               | Касьянов Михаил Михайлович (17 мая 2000 — 24 февраля 2004)    |        | Беспартийный                 |
| Председатель Правительства Российской Федерации                                                                               | Христенко Виктор Борисович (и. о.) (с 24 февраля 2004)        |        | Беспартийный                 |
| Заместитель Председателя Правительства Российской Федерации                                                                   | Христенко Виктор Борисович                                    |        | Беспартийный                 |
| Заместитель Председателя Правительства Российской Федерации                                                                   | Кудрин Алексей Леонидович                                     |        | Беспартийный                 |
| Заместитель Председателя Правительства Российской Федерации                                                                   | Клебанов Илья Иосифович (18 мая 2000 — 18 февраля 2002)       |        | Беспартийный                 |
| Заместитель Председателя Правительства Российской Федерации                                                                   | Алёшин Борис Сергеевич (с 24 апреля 2003)                     |        | Беспартийный                 |
| Заместитель Председателя Правительства Российской Федерации                                                                   | Матвиенко Валентина Ивановна (18 мая 2000 — 11 марта 2003)    |        | Беспартийная                 |
| Заместитель Председателя Правительства Российской Федерации                                                                   | Карелова Галина Николаевна (с 24 апреля 2003)                 |        | Беспартийная                 |
| Заместитель Председателя Правительства Российской Федерации                                                                   | Гордеев Алексей Васильевич (с 20 мая 2000)                    |        | Аграрная партия России       |
| Заместитель Председателя Правительства Российской Федерации                                                                   | Яковлев Владимир Анатольевич (с 16 июня 2003)                 |        | Беспартийный                 |
| Министр Российской Федерации по атомной энергии                                                                               | Адамов Евгений Олегович (18 мая 2000 — 28 марта 2001)         |        | Беспартийный                 |
| Министр Российской Федерации по атомной энергии                                                                               | Румянцев Александр Юрьевич (с 28 марта 2001)                  |        | Беспартийный                 |
| Министр внутренних дел Российской Федерации                                                                                   | Рушайло Владимир Борисович (18 мая 2000 — 28 марта 2001)      |        | Беспартийный                 |
| Министр внутренних дел Российской Федерации                                                                                   | Грызлов Борис Вячеславович (28 марта 2001 — 29 декабря 2003)  |        | «Единая Россия»              |
| Министр внутренних дел Российской Федерации                                                                                   | Нургалиев Рашид Гумарович (и. о.) (с 29 декабря 2003)         |        | Беспартийный                 |
| Министр Российской Федерации по делам гражданской обороны, чрезвычайным ситуациям и ликвидации последствий стихийных бедствий | Шойгу Сергей Кужугетович                                      |        | «Единая Россия»              |
| Министр Российской Федерации по антимонопольной политике и поддержке предпринимательства                                      | Южанов Илья Артурович                                         |        | «Союз правых сил»            |
| Министр Российской Федерации по делам печати, телерадиовещания и средств массовых коммуникаций                                | Лесин Михаил Юрьевич                                          |        | Беспартийный                 |
| Министр Российской Федерации по налогам и сборам                                                                              | Букаев Геннадий Иванович                                      |        | Беспартийный                 |
| Министр здравоохранения Российской Федерации                                                                                  | Шевченко Юрий Леонидович                                      |        | Беспартийный                 |
| Министр имущественных отношений Российской Федерации                                                                          | Газизуллин Фарит Рафикович                                    |        | Беспартийный                 |
| Министр иностранных дел Российской Федерации                                                                                  | Иванов Игорь Сергеевич                                        |        | Беспартийный                 |
| Министр культуры Российской Федерации                                                                                         | Швыдкой Михаил Ефимович                                       |        | Беспартийный                 |
| Министр обороны Российской Федерации                                                                                          | Сергеев Игорь Дмитриевич (18 мая 2000 — 28 марта 2001)        |        | Беспартийный                 |
| Министр обороны Российской Федерации                                                                                          | Иванов Сергей Борисович (с 28 марта 2001)                     |        | Беспартийный                 |
| Министр образования Российской Федерации                                                                                      | Филиппов Владимир Михайлович                                  |        | Беспартийный                 |
| Министр Российской Федерации по делам федерации, национальной и миграционной политики                                         | Блохин Александр Викторович (18 мая 2000 — 17 октября 2001)   |        | Беспартийный                 |
| Министр природных ресурсов Российской Федерации                                                                               | Яцкевич Борис Александрович (18 мая 2000 — 16 июня 2001)      |        | Беспартийный                 |
| Министр природных ресурсов Российской Федерации                                                                               | Артюхов Виталий Григорьевич (с 16 июня 2001)                  |        | Беспартийный                 |
| Министр промышленности, науки и технологий Российской Федерации                                                               | Дондуков Александр Николаевич (18 мая 2000 — 17 октября 2001) |        | «За гражданское достоинство» |
| Министр промышленности, науки и технологий Российской Федерации                                                               | Клебанов Илья Иосифович (17 октября 2001 — 1 ноября 2003)     |        | Беспартийный                 |
| Министр промышленности, науки и технологий Российской Федерации                                                               | Фурсенко Андрей Александрович (и. о.) (с 6 декабря 2003)      |        | Беспартийный                 |
| Министр путей сообщения Российской Федерации                                                                                  | Аксёненко Николай Емельянович (18 мая 2000 — 3 января 2002)   |        | Беспартийный                 |
| Министр путей сообщения Российской Федерации                                                                                  | Фадеев Геннадий Матвеевич (4 января 2002 — 22 сентября 2003)  |        | Беспартийный                 |
| Министр путей сообщения Российской Федерации                                                                                  | Морозов Вадим Николаевич (с 7 октября 2003)                   |        | Беспартийный                 |
| Министр Российской Федерации по связи и информатизации                                                                        | Рейман Леонид Дододжонович                                    |        | Беспартийный                 |
| Министр сельского хозяйства Российской Федерации                                                                              | Гордеев Алексей Васильевич (с 20 мая 2000)                    |        | Аграрная партия России       |
| Министр транспорта Российской Федерации                                                                                       | Франк Сергей Оттович                                          |        | Беспартийный                 |
| Министр труда и социального развития Российской Федерации                                                                     | Починок Александр Петрович                                    |        | «Союз правых сил»            |
| Министр финансов Российской Федерации                                                                                         | Кудрин Алексей Леонидович                                     |        | Беспартийный                 |
| Министр экономического развития и торговли Российской Федерации                                                               | Греф Герман Оскарович                                         |        | Беспартийный                 |
| Министр энергетики Российской Федерации                                                                                       | Гаврин Александр Сергеевич (20 мая 2000 — 5 февраля 2001)     |        | «Единая Россия»              |
| Министр энергетики Российской Федерации                                                                                       | Юсуфов Игорь Ханукович (с 16 июня 2001)                       |        | «Держава»                    |
| Министр юстиции Российской Федерации                                                                                          | Чайка Юрий Яковлевич                                          |        | Беспартийный                 |
| Руководитель Аппарата Правительства Российской Федерации — Министр Российской Федерации                                       | Шувалов Игорь Иванович (18 мая 2000 — 28 мая 2003)            |        | Беспартийный                 |
| Руководитель Аппарата Правительства Российской Федерации — Министр Российской Федерации                                       | Мерзликин Константин Эдуардович (с 28 мая 2003)               |        | Беспартийный                 |
| Министр Российской Федерации                                                                                                  | Елагин Владимир Васильевич (28 ноября 2000 — 6 ноября 2002)   |        | Беспартийный                 |
| Министр Российской Федерации                                                                                                  | Ильясов Станислав Валентинович (с 6 ноября 2002)              |        | «Союз правых сил»            |
| Министр Российской Федерации                                                                                                  | Зорин Владимир Юрьевич (с 6 декабря 2001)                     |        | «Единая Россия»              |